# 塞纳河畔诺让
塞纳河畔诺让（法語：Nogent-sur-Seine，法語：[nɔʒɑ̃ syʁ sɛn] ⓘ），法国中北部城市，大东部大区奥布省的一个市镇，同时也是该省的一个副省会，下辖塞纳河畔诺让区，其市镇面积为20.1平方公里，2022年1月1日时人口数量为5,673人，在法国城市中排名第1,816位。
塞纳河畔诺让位于奥布省西北部，主城区位于塞纳河左岸，是塞纳河在进入法兰西岛大区前最后一个流经的副省会城市。塞纳河畔诺让也是一个区域性的工商业中心，巴黎－米卢斯铁路和多条干线公路在此交汇，法国大型农业产品加工商Soufflet集团总部位于塞纳河畔诺让，当地还建有一处核电站。

## 地名来源

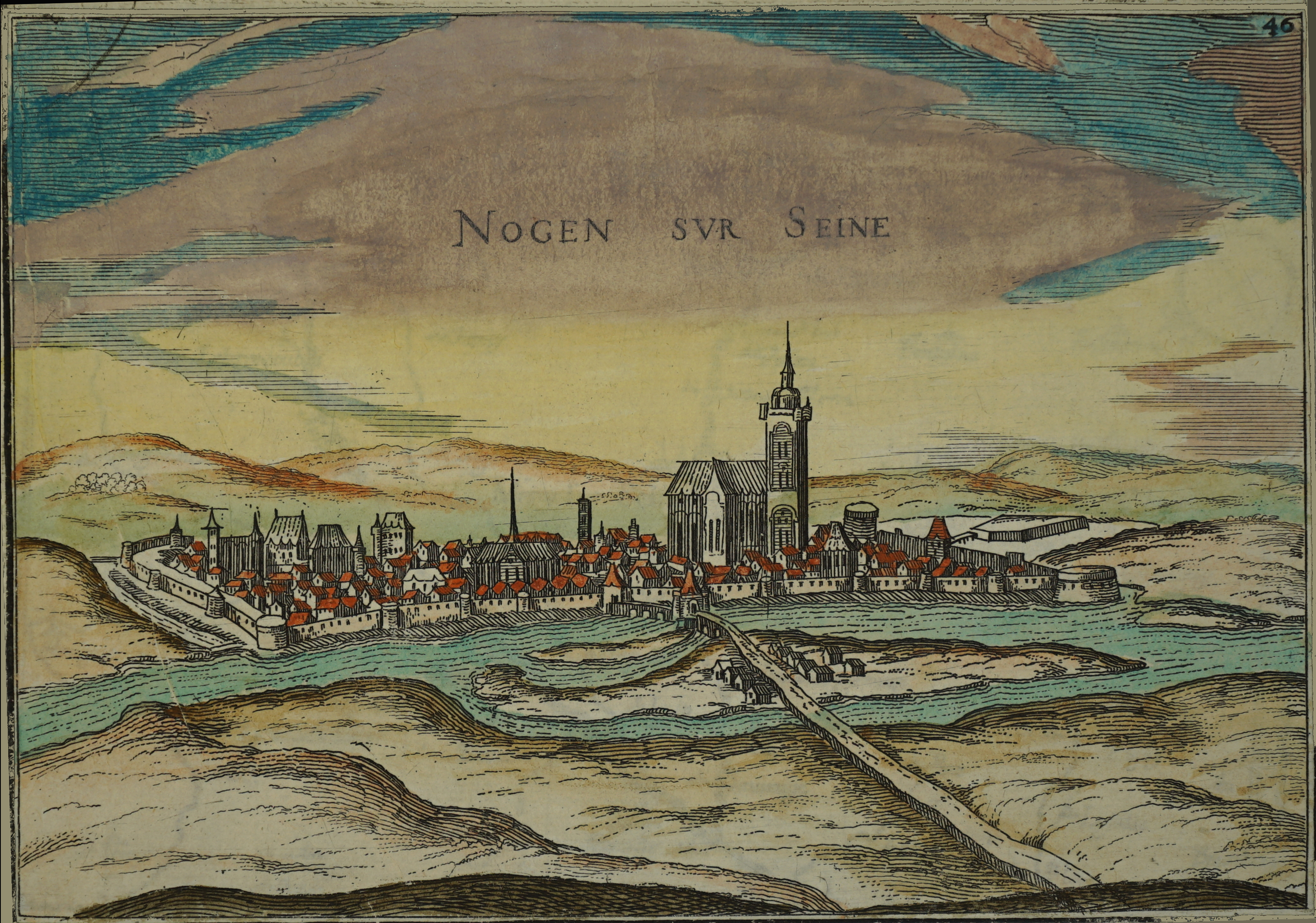
17世纪的塞纳河畔诺让

“诺让”一名最初的形式为“Nogionum”，意为“新开垦的土地”（terre nouvellement défrichée），后衍生为“Nogentum”，意为“新的居民”（nouveau peuple），这一专名化通名在法国中北部多个地方均有出现，如马恩河畔诺让、诺让勒罗特鲁等。

## 历史
塞纳河畔诺让的早期历史尚有待考证，其境内发现有史前人类活动的遗迹。中世纪时，塞纳河畔诺让附近区域被称为“莫尔瓦”（Morvois）。公元862年，秃头查理将塞纳河畔诺让授予圣但尼圣殿。12世纪末，塞纳河畔诺让被香槟伯爵继承。13至14世纪前后，当地可能建有防御工事。宗教战争期间，亨利四世曾在此停留并建有一处木屋。法国大革命后，塞纳河畔诺让成为奥布省的一个市镇，工业革命期间，途径塞纳河畔诺让的巴黎－米卢斯铁路建成通车。二战后，塞纳河畔诺让境内修建了一处核电站。

## 地理

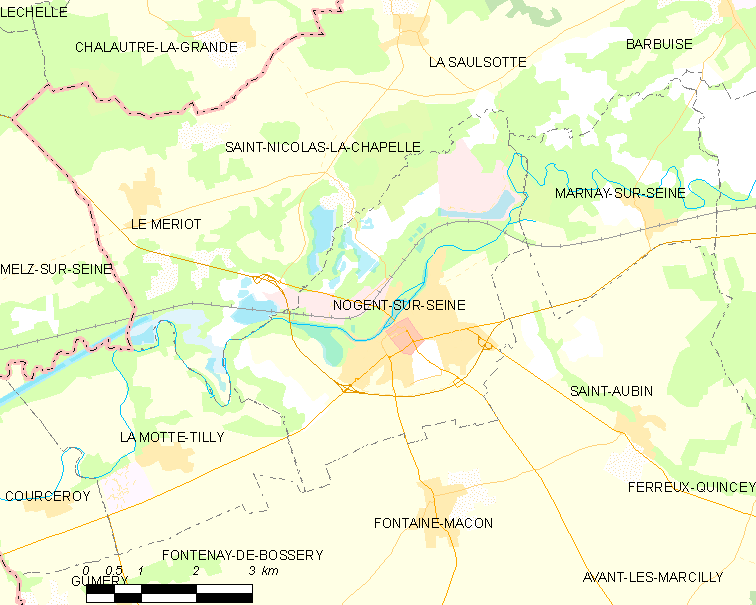
塞纳河畔诺让市镇范围地图

塞纳河畔诺让位于法国中北部，大东部大区西南部和奥布省西北部，距离省会特鲁瓦大约52公里。与塞纳河畔诺让接壤的市镇包括：方丹马孔、丰特奈德博斯里、塞纳河畔马尔奈、勒梅里奥、拉莫特蒂利、圣欧班、圣尼古拉拉沙佩勒、拉索尔索特。

### 地形
塞纳河畔诺让位于巴黎盆地东部腹地，境内以平原和浅丘为主，市镇中心地势较为平坦，全境海拔在60到113米之间。

### 水文
塞纳河干流自东向西流经镇中心，该河诺让段在工业革命期间曾进行了渠化改造，部分河段被裁弯取直，形成了多处河心岛。另有一条名为“马孔溪”（ruisseau de Mâcon）的小河在此注入塞纳河。

### 植被
塞纳河畔诺让属于温带阔叶混交林区，市中心的马松公园（Parc de Masson）是当地主要的城市绿地，林地则广泛分布于河流附近。
在鲜花城市的评比中，塞纳河畔诺让被评为3星级鲜花城市。

### 气候
塞纳河畔诺让在柯本气候分类法中属于温带海洋性气候。
距离塞纳河畔诺让最近的气象站位于奥尔万河畔布伊境内，以下为该气象站的数据（其中日照数据取自特鲁瓦）：
| 奥尔万河畔布伊1981年－2019年 | 奥尔万河畔布伊1981年－2019年 | 奥尔万河畔布伊1981年－2019年 | 奥尔万河畔布伊1981年－2019年 | 奥尔万河畔布伊1981年－2019年 | 奥尔万河畔布伊1981年－2019年 | 奥尔万河畔布伊1981年－2019年 | 奥尔万河畔布伊1981年－2019年 | 奥尔万河畔布伊1981年－2019年 | 奥尔万河畔布伊1981年－2019年 | 奥尔万河畔布伊1981年－2019年 | 奥尔万河畔布伊1981年－2019年 | 奥尔万河畔布伊1981年－2019年 | 奥尔万河畔布伊1981年－2019年 |
| 月份                         | 1月                          | 2月                          | 3月                          | 4月                          | 5月                          | 6月                          | 7月                          | 8月                          | 9月                          | 10月                         | 11月                         | 12月                         | 全年                         |
| ---------------------------- | ---------------------------- | ---------------------------- | ---------------------------- | ---------------------------- | ---------------------------- | ---------------------------- | ---------------------------- | ---------------------------- | ---------------------------- | ---------------------------- | ---------------------------- | ---------------------------- | ---------------------------- |
| 历史最高温 °C（°F）          | 16 (61)                      | 21 (70)                      | 27 (81)                      | 32 (90)                      | 34 (93)                      | 38 (100)                     | 40 (104)                     | 39.9 (103.8)                 | 35 (95)                      | 29.5 (85.1)                  | 22.6 (72.7)                  | 18 (64)                      | 40 (104)                     |
| 平均高温 °C（°F）            | 5.9 (42.6)                   | 7.3 (45.1)                   | 11.6 (52.9)                  | 15.1 (59.2)                  | 19.2 (66.6)                  | 22.6 (72.7)                  | 25.9 (78.6)                  | 25.5 (77.9)                  | 21.1 (70.0)                  | 16.1 (61.0)                  | 9.9 (49.8)                   | 6.5 (43.7)                   | 15.6 (60.1)                  |
| 日均气温 °C（°F）            | 3.3 (37.9)                   | 3.9 (39.0)                   | 7.1 (44.8)                   | 9.7 (49.5)                   | 13.7 (56.7)                  | 16.7 (62.1)                  | 19.3 (66.7)                  | 19.1 (66.4)                  | 15.6 (60.1)                  | 11.8 (53.2)                  | 6.8 (44.2)                   | 4 (39)                       | 10.9 (51.6)                  |
| 平均低温 °C（°F）            | 0.7 (33.3)                   | 0.5 (32.9)                   | 2.7 (36.9)                   | 4.3 (39.7)                   | 8.2 (46.8)                   | 10.8 (51.4)                  | 12.8 (55.0)                  | 12.8 (55.0)                  | 10.2 (50.4)                  | 7.5 (45.5)                   | 3.7 (38.7)                   | 1.5 (34.7)                   | 6.3 (43.3)                   |
| 历史最低温 °C（°F）          | −20.5 (−4.9)                 | −19 (−2)                     | −13.7 (7.3)                  | −5.5 (22.1)                  | −2 (28)                      | −0.3 (31.5)                  | 3.8 (38.8)                   | 2.2 (36.0)                   | −0.8 (30.6)                  | −4.6 (23.7)                  | −12.2 (10.0)                 | −18.2 (−0.8)                 | −20.5 (−4.9)                 |
| 平均降水量 mm（）            | 52.6 (2.07)                  | 45.4 (1.79)                  | 48.8 (1.92)                  | 52.2 (2.06)                  | 57.4 (2.26)                  | 57.3 (2.26)                  | 52.5 (2.07)                  | 53.9 (2.12)                  | 54.2 (2.13)                  | 64.6 (2.54)                  | 53.7 (2.11)                  | 61.6 (2.43)                  | 654.2 (25.76)                |
| 月均日照時數                 | 68.6                         | 88.3                         | 143.8                        | 184.8                        | 215                          | 229.4                        | 235.5                        | 228.2                        | 179.2                        | 123.6                        | 66.6                         | 53.6                         | 1,816.6                      |
| 来源：infoclimat.fr          |                              |                              |                              |                              |                              |                              |                              |                              |                              |                              |                              |                              |                              |

## 行政区划
塞纳河畔诺让是法国大东部大区奥布省的一个市镇，编号为10268，它也是奥布省的一个副省会。塞纳河畔诺让下辖塞纳河畔诺让区，隶属于奥布省第三选区，管理塞纳河畔诺让县，同时也是诺让地区市镇公共社区的办公驻地。
法国国家统计与经济研究所（简称）在进行数据统计时，将塞纳河畔诺让单独设为塞纳河畔诺让城市核心区及塞纳河畔诺让城市区。自2020年起，塞纳河畔诺让城市区被包含19个市镇的塞纳河畔诺让城市辐射区代替。此外，还将塞纳河畔诺让市镇分为了2个“块区”（IRIS），以便于统计人口分布情况。

## 交通

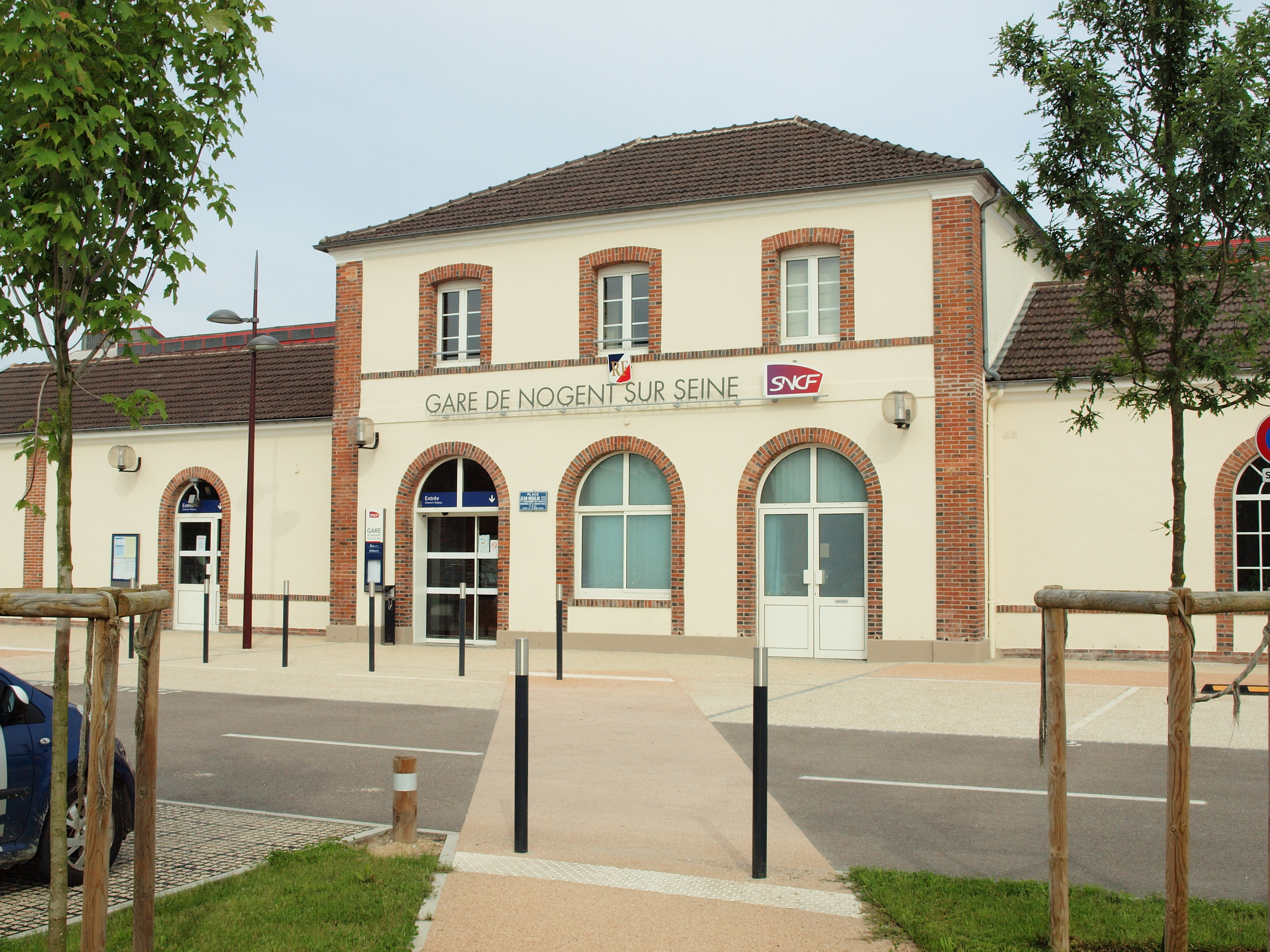
塞纳河畔诺让火车站

### 公路
奥布省省道D54线、D374线、D442线、D619线和D951线在塞纳河畔诺让境内交汇。普罗万地区巴士（Procar）在学生上学期间每天开行一班往返于塞纳河畔诺让和普罗万的巴士。
2017年，67.1%的塞纳河畔诺让家庭拥有至少一辆私人汽车。2017年，塞纳河畔诺让境内共发生各类交通事故5起，造成10人受伤。

### 铁路
塞纳河畔诺让位于巴黎－米卢斯铁路上。塞纳河畔诺让站位于市区北部，停靠往返于巴黎和特鲁瓦一线的区域列车。

### 航空
距离塞纳河畔诺让最近的民用航空站为巴黎-奥利机场，距离塞纳河畔诺让市中心的公路里程约105公里。

### 城市公共交通
截至2021年6月，塞纳河畔诺让暂无城市公共交通系统。

## 政治

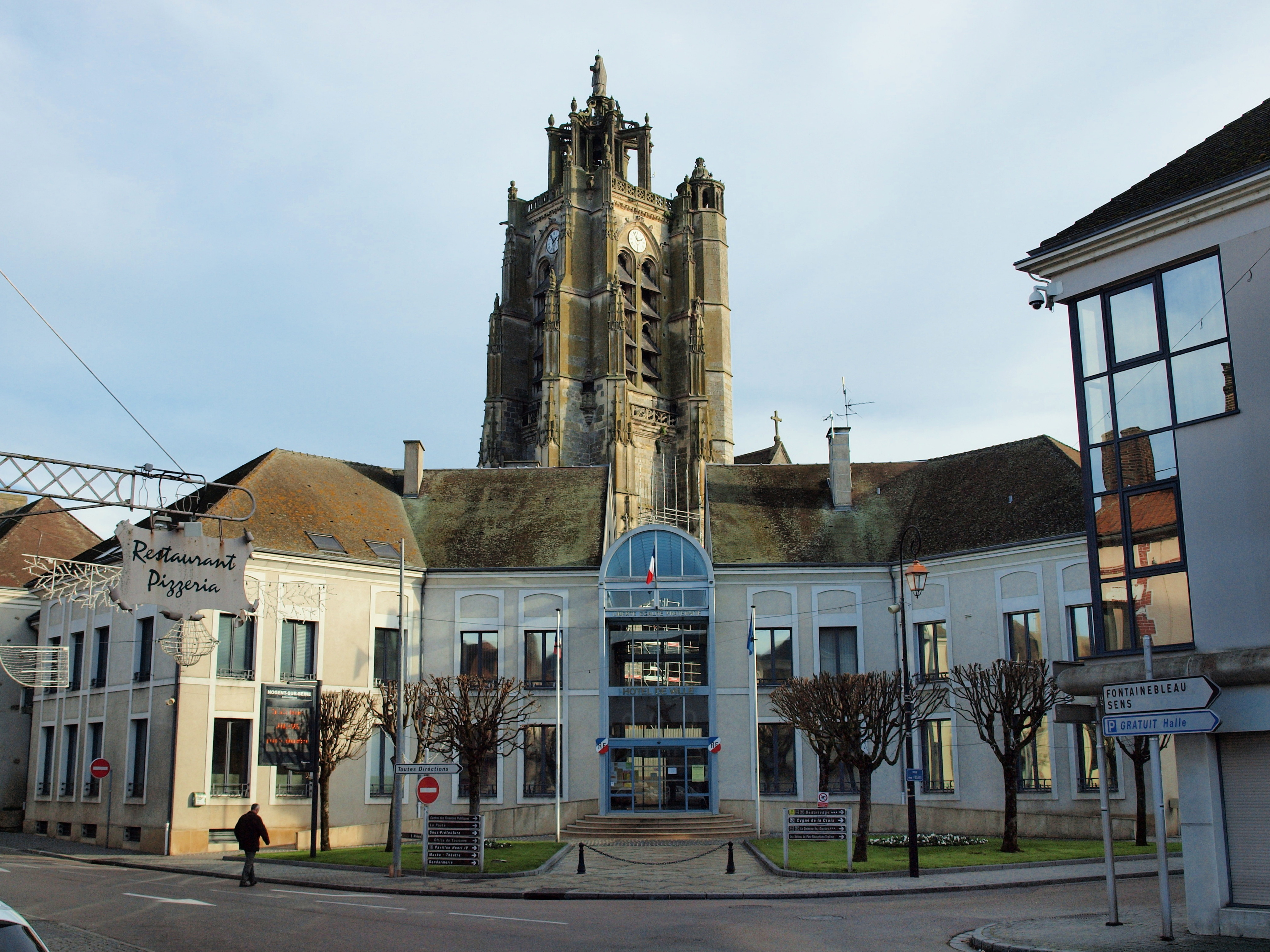
塞纳河畔诺让市政厅

塞纳河畔诺让的现任市长为埃丝泰尔·邦贝热-里沃女士（Estelle Bomberger-Rivot），她是一名右翼无党派人士，在2020年的市政选举中获得了60.18%的支持率。
在2017年的法国总统大选中，法国第25任总统埃马纽埃尔·马克龙在塞纳河畔诺让获得了53.52%的支持率。
| 塞纳河畔诺让历届市长 |                                              |                   |
| 任期                 | 市长                                         | 党派              |
| 1945年－1971年       | Gaston Béneult 加斯东·贝诺                   | RAD激进党         |
| 1971年－1977年       | Marcel Guilliot 马塞尔·吉利奥                | DVD右翼无党派人士 |
| 1977年－1983年       | Maurice Calmus 莫里斯·卡尔米斯               | DVD右翼无党派人士 |
| 1983年－1987年       | Michel Baroin 米歇尔·巴鲁安                  | 無黨籍            |
| 1987年－1989年       | Marcel Guilliot 马塞尔·吉利奥                | DVD右翼无党派人士 |
| 1989年－2014年       | Gérard Ancelin 热拉尔·昂瑟兰                 | DVD右翼无党派人士 |
| 2014年－2020年       | Hugues Fadin 于格·法丹                       | DVD右翼无党派人士 |
| 2020年－             | Estelle Bomberger-Rivot 埃丝泰尔·邦贝热-里沃 | DVD右翼无党派人士 |

## 人口
2018年，塞纳河畔诺让市镇人口数量为5,987，在法国排名第1,816位。其中男性2,878人，女性3,102人，75岁及以上人口占8.5%，外籍人口数量为1,262人，人口密度为298人/平方公里，当地居民被称为（男性）或（女性）。2019年，塞纳河畔诺让境内出生72人，死亡人口72人。
| 年份   | 1936  | 1946  | 1954  | 1962  | 1968  | 1975  | 1982  | 1990  | 1999  | 2006  | 2007  | 2012  | 2018  |
| ------ | ----- | ----- | ----- | ----- | ----- | ----- | ----- | ----- | ----- | ----- | ----- | ----- | ----- |
| 人口數 | 3,631 | 3,589 | 3,333 | 3,777 | 4,447 | 4,671 | 5,009 | 5,505 | 5,963 | 5,983 | 5,984 | 5,992 | 5,987 |

## 经济
塞纳河畔诺让是一个区域性的中心城市，当地共有各类用人单位670家，平均历史为17年，其中92.23%为中小型企业（PME）。法国大型农业产品加工商Soufflet集团总部位于塞纳河畔诺让，其下属的、及三个子公司是当地2019年营业额最高的三个企业，分别为1,649,957,643欧元、1,382,289,539欧元和344,569,008欧元。

## 财政收入
2019年，塞纳河畔诺让的财政收入总额为18,475,600欧元，财政支出总额为14,140,900欧元，当年的债务总额为19,537,800欧元。2020年，塞纳河畔诺让未获得国家直接财政补助。
2017年，塞纳河畔诺让的人均月收入总额为2,083欧元，其中高级职员为3,892欧元，低于法国平均水平（4,214欧元）；中级职员为2,263欧元，低于法国平均水平（2,353欧元）；普通职员为1,636欧元，亦低于法国平均水平（1,690欧元）。
2017年，塞纳河畔诺让境内的青壮年（15至64岁）失业率为19.9%，当地48.3%的家庭拥有纳税资格，平均纳税3,100欧元，低于法国平均水平（3,888欧元）。

## 社会事务

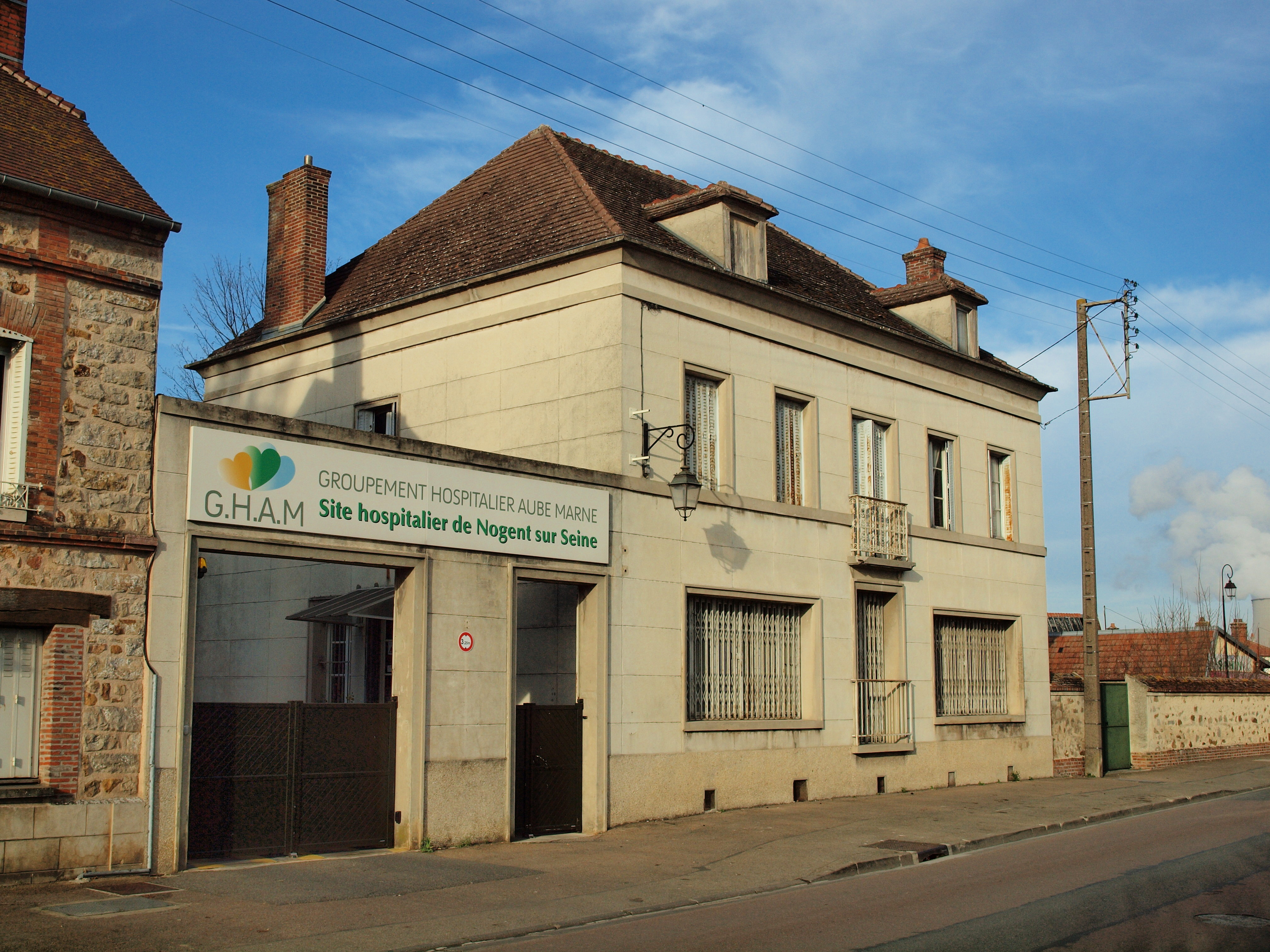
奥布-马恩医院塞纳河畔诺让病区

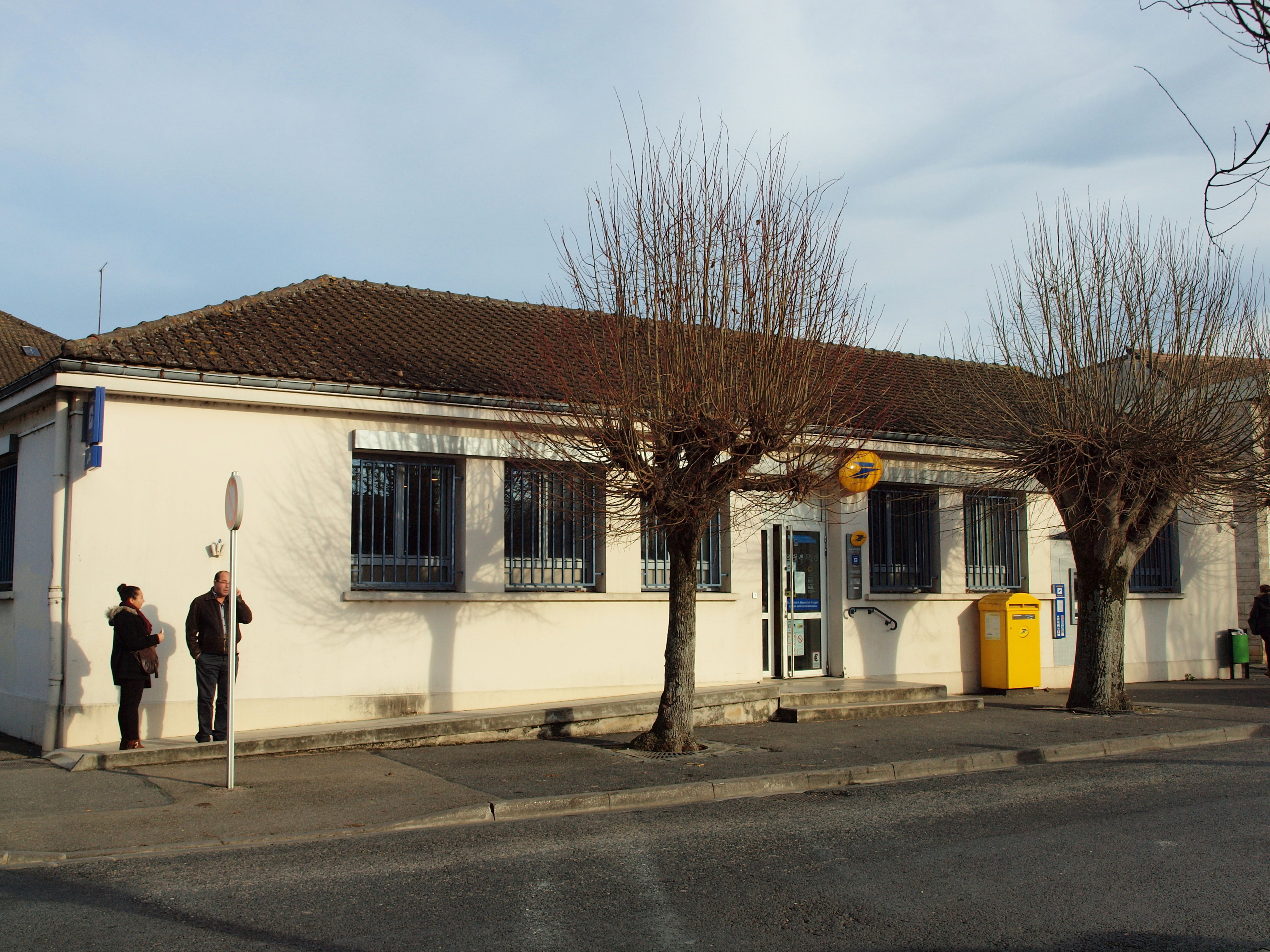
塞纳河畔诺让邮局

### 教育
塞纳河畔诺让属于兰斯学区。截止2019年1月1日，塞纳河畔诺让境内共有1所幼儿园、3所小学和1所初级中学。2018至2019学年度，塞纳河畔诺让境内共有在校中等教育阶段学生605名。

### 医疗
截止2019年1月1日，塞纳河畔诺让境内共有全科医生2名、保健师5名、牙医7名、护士10名和助产士1名。境内共有药房2家、养老院2家。
塞纳河畔诺让是“奥布-马恩医疗集团”（Groupement Hospitalier Aube-Marne）的服务范围，后者是法国的一个区域性医疗机构，其主病区位于塞纳河畔罗米伊，另在塞纳河畔诺让市区设有一处包含床位133个床位的病区，是当地规模最大的公立综合性医院。

### 住房
2017年，塞纳河畔诺让境内共有各类住房3,225套，其中53%为独立式居民区，45.1%为集中式居民区。常住房屋占塞纳河畔诺让市镇范围内居民建筑总量的83.7%。
在住房保障政策方面，2017年，塞纳河畔诺让境内共有733户家庭获得了住房经济补助，受益人数占总人口数量的12.3%，其中701份为房租补助。

### 商业
2019年，塞纳河畔诺让境内共有各类实体商铺149家，其中餐厅25家、大型超市5家、杂货店1家、面包房7家、肉铺2家、书店1家、装饰品店1家、银行门店6家、美容美发店8家、汽车维修店13家。市区东部有一家家乐福购物中心。

### 体育
2019年，塞纳河畔诺让境内共有1家游泳池、2间体育馆、1座综合体育场、7处网球场、3处足球或橄榄球场以及2处篮球或排球场。
截至2021年6月，塞纳河畔诺让境内共有三支注册足球俱乐部，其中塞纳河畔诺让足球俱乐部（Football Club Nogentais）是当地的代表性足球队，2021至2022赛季参加大东部大区足球联赛。

### 环境
塞纳河畔诺让的环境事务由其所属的公共社区负责。2019年，塞纳河畔诺让境内共有1家污染企业。

### 治安
2019年，塞纳河畔诺让市镇范围内有1处宪兵队。
2014年，塞纳河畔诺让及附近地区共发生各类案件2,727起，其中盗窃类案件1,545起，经济类案件182起，毒品交易类案件147起。

## 文化
2019年，塞纳河畔诺让境内共有1家电影院和1家博物馆，卡米耶·克洛岱尔博物馆收藏了法国雕塑家卡米耶·克洛岱尔的大批作品。塞纳河畔诺让市政府提供多媒体中心，向公众全年开放。

### 建筑
塞纳河畔诺让境内有多处历史建筑，其中圣洛朗教堂和亨利四世之屋是法国国家文物保护单位。

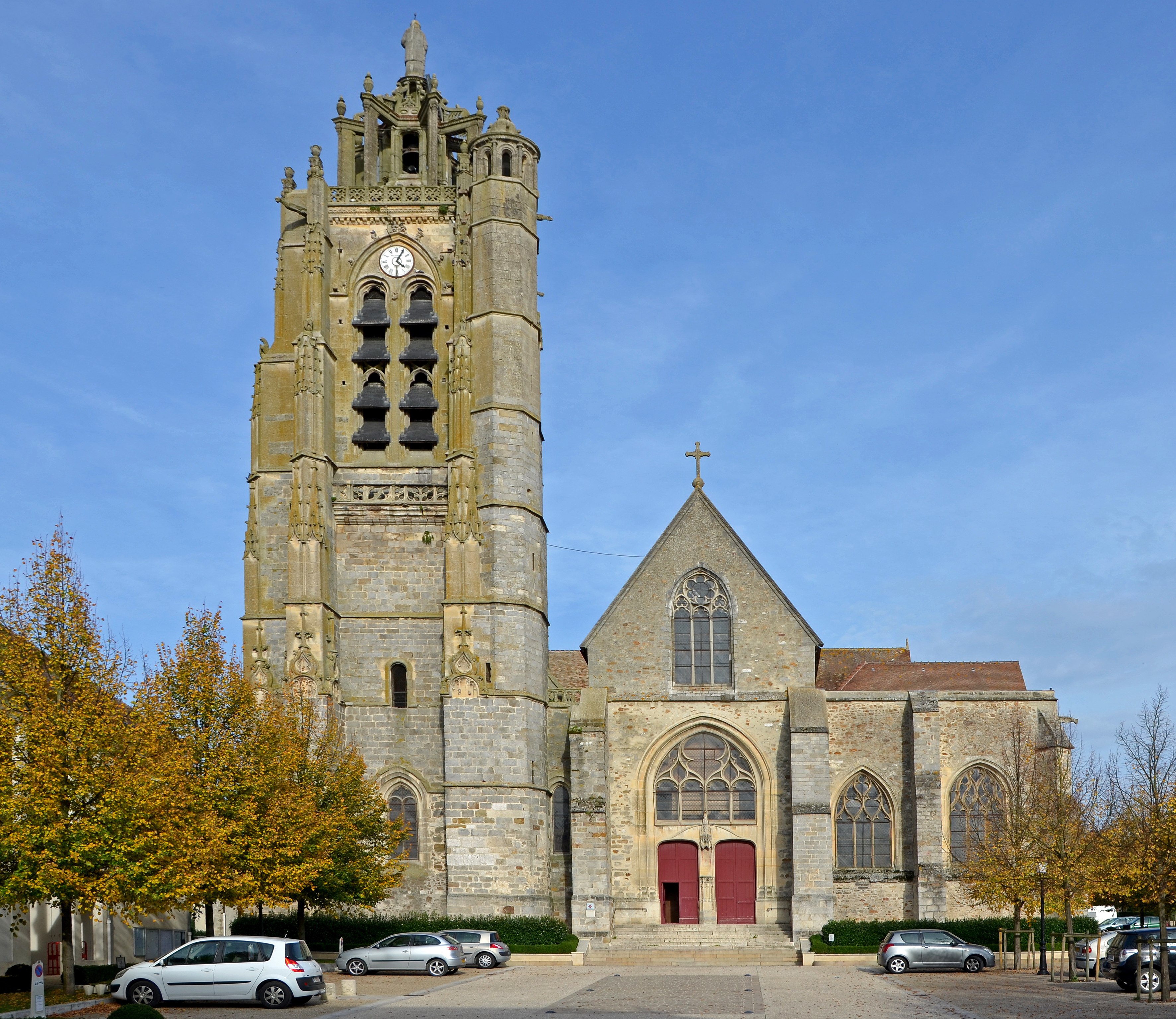
圣洛朗教堂（法语：Église Saint-Laurent de Nogent-sur-Seine）
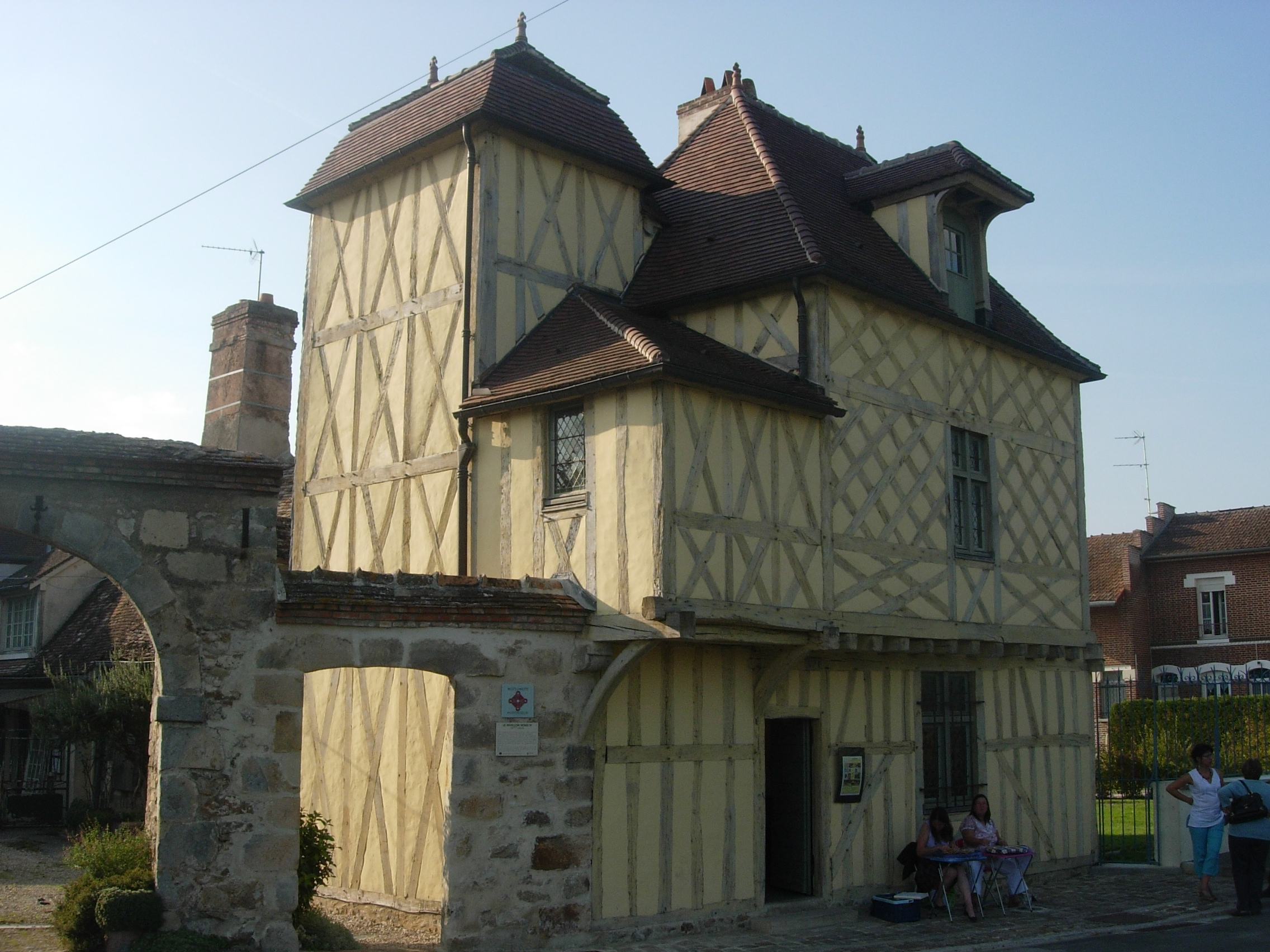
亨利四世之屋（法语：Pavillon de Henri IV）
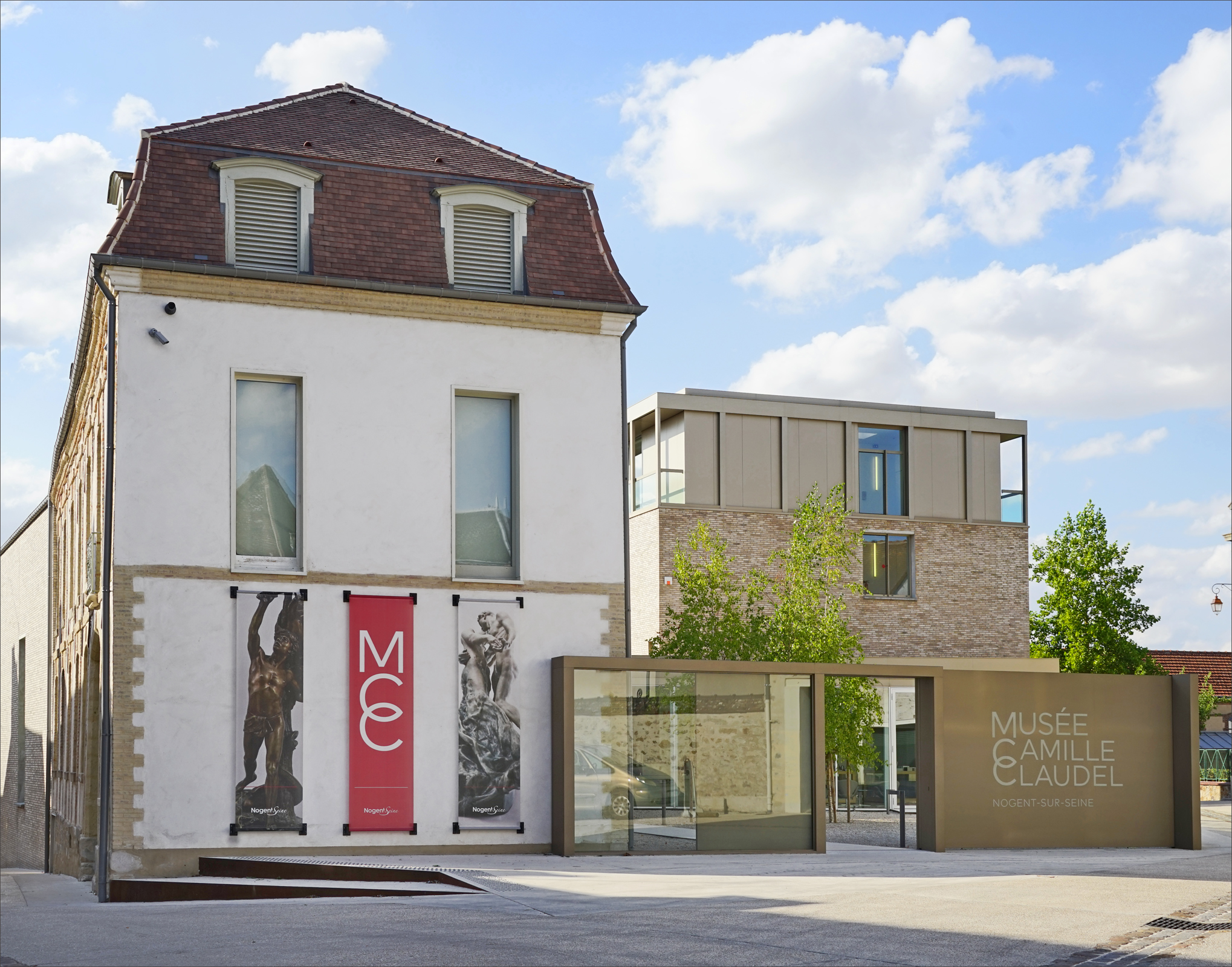
卡米耶·克洛岱尔博物馆（法语：Musée Camille-Claudel）
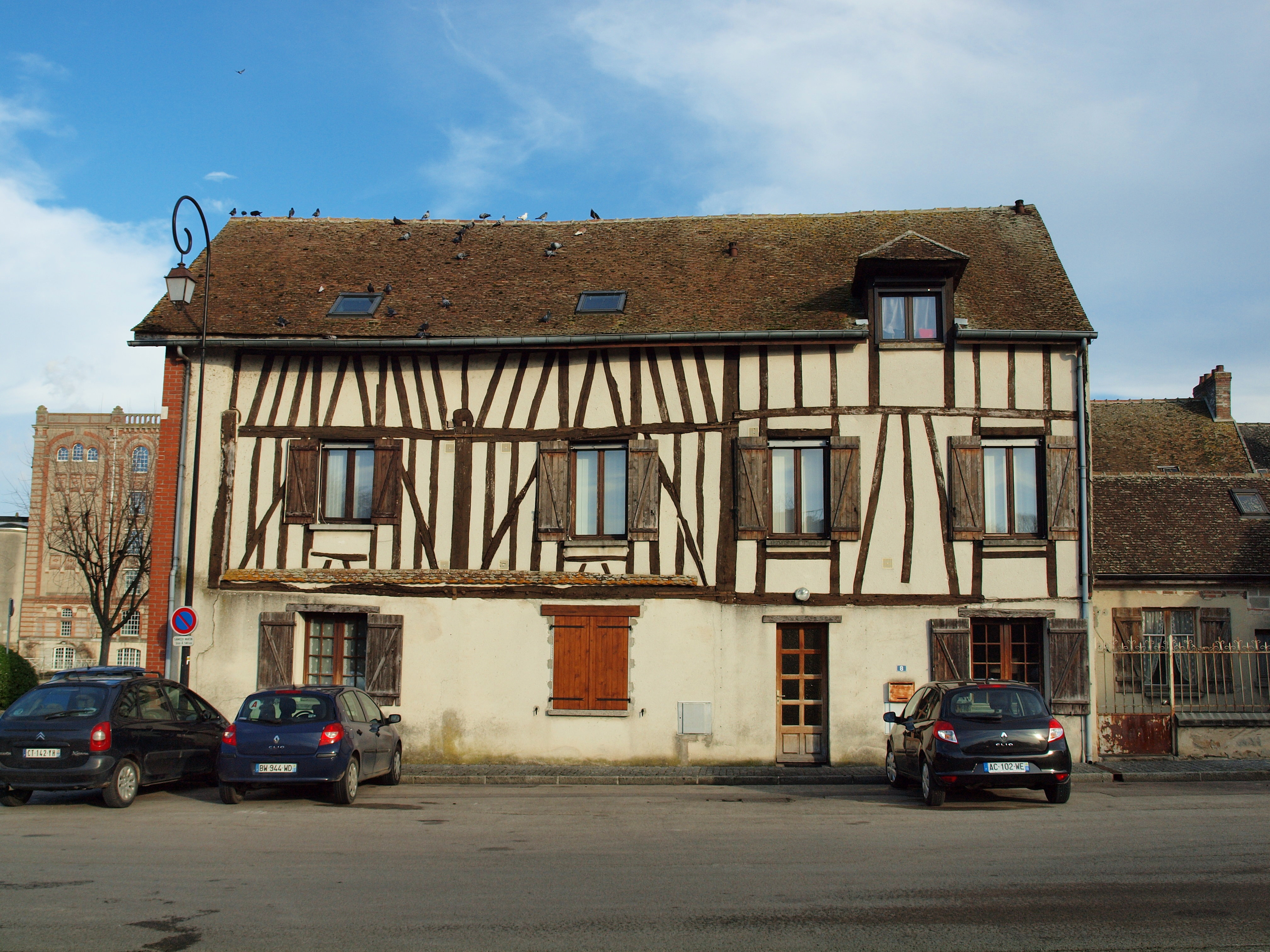
传统民居
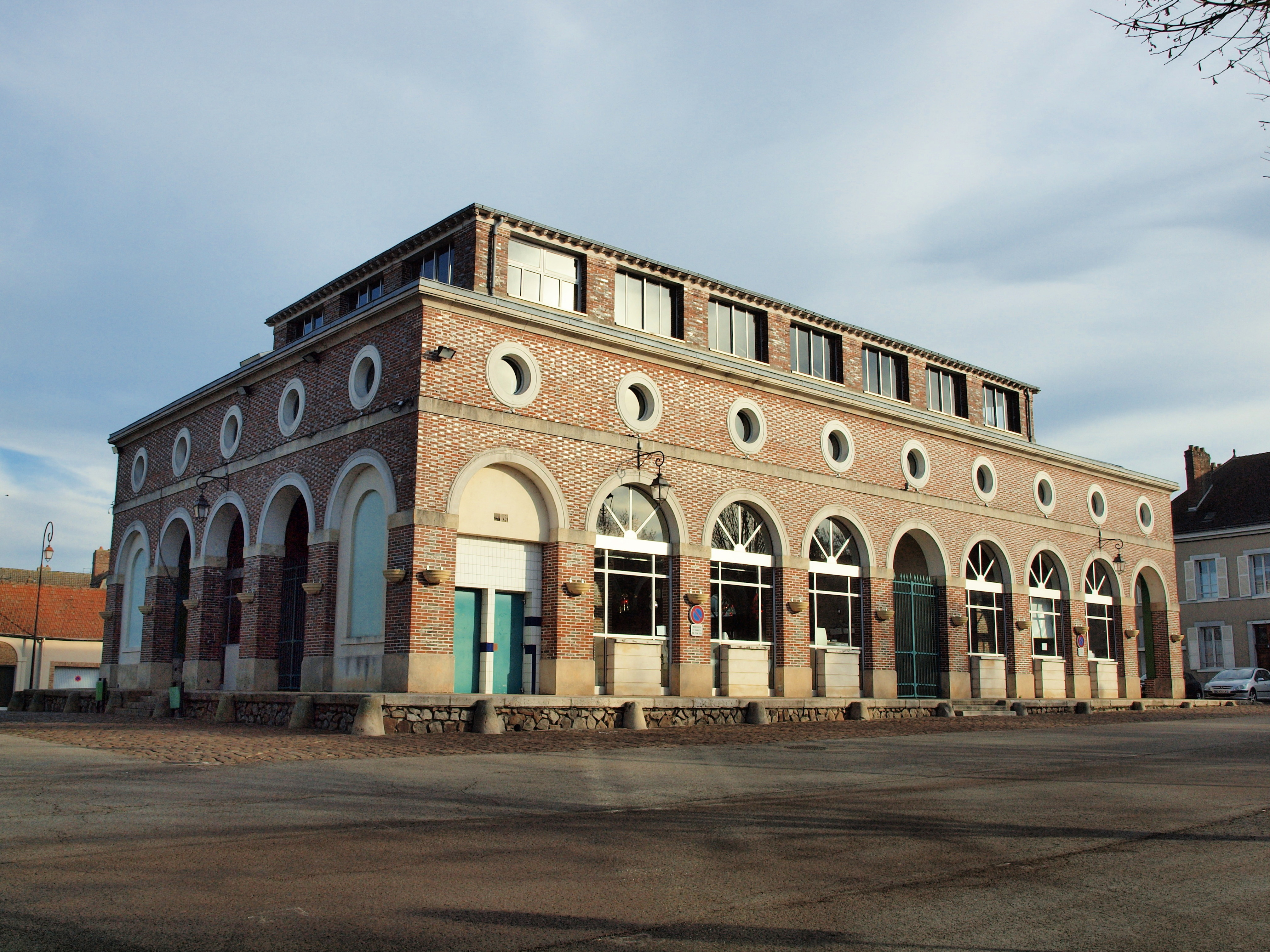
大堂集市
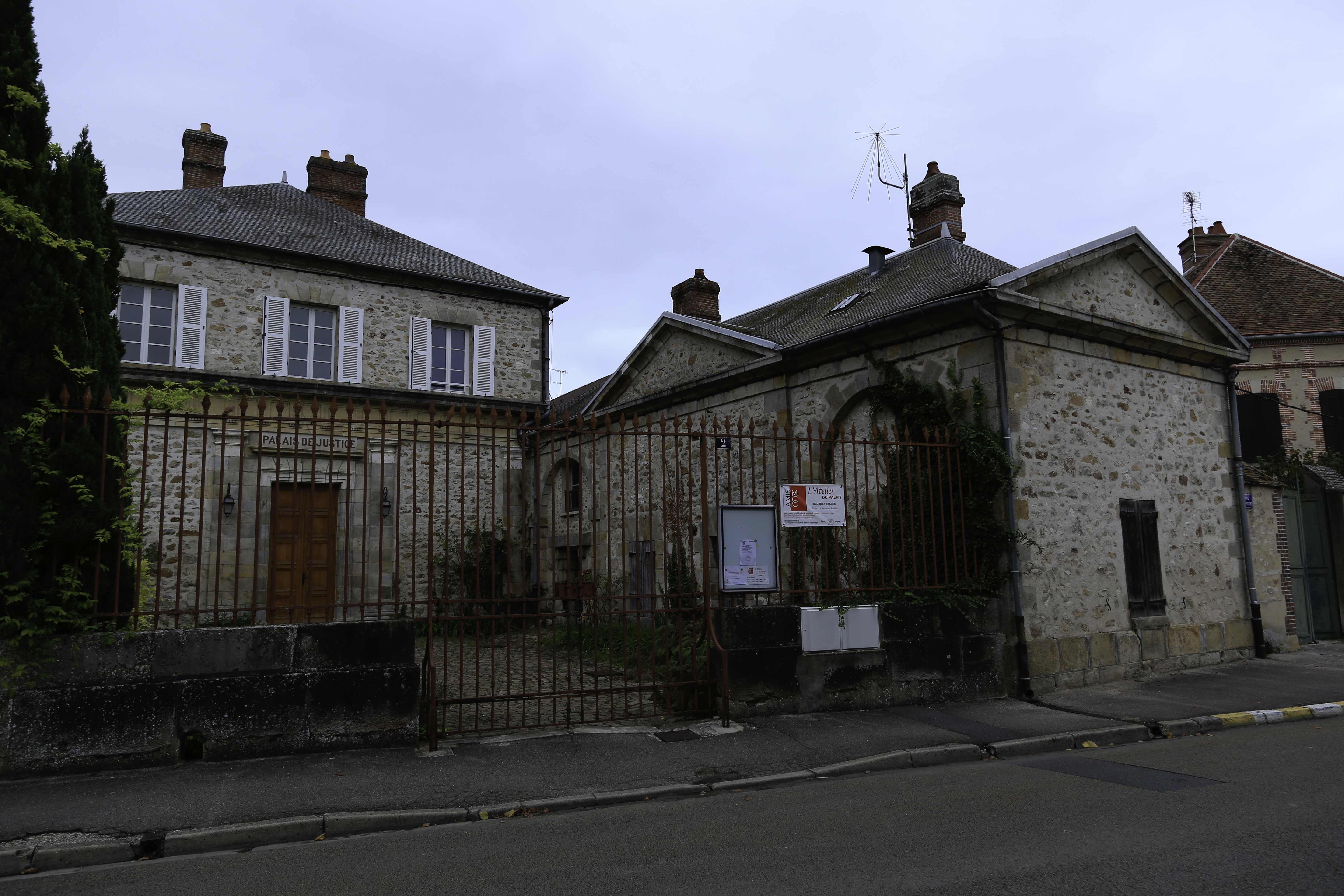
审判法院
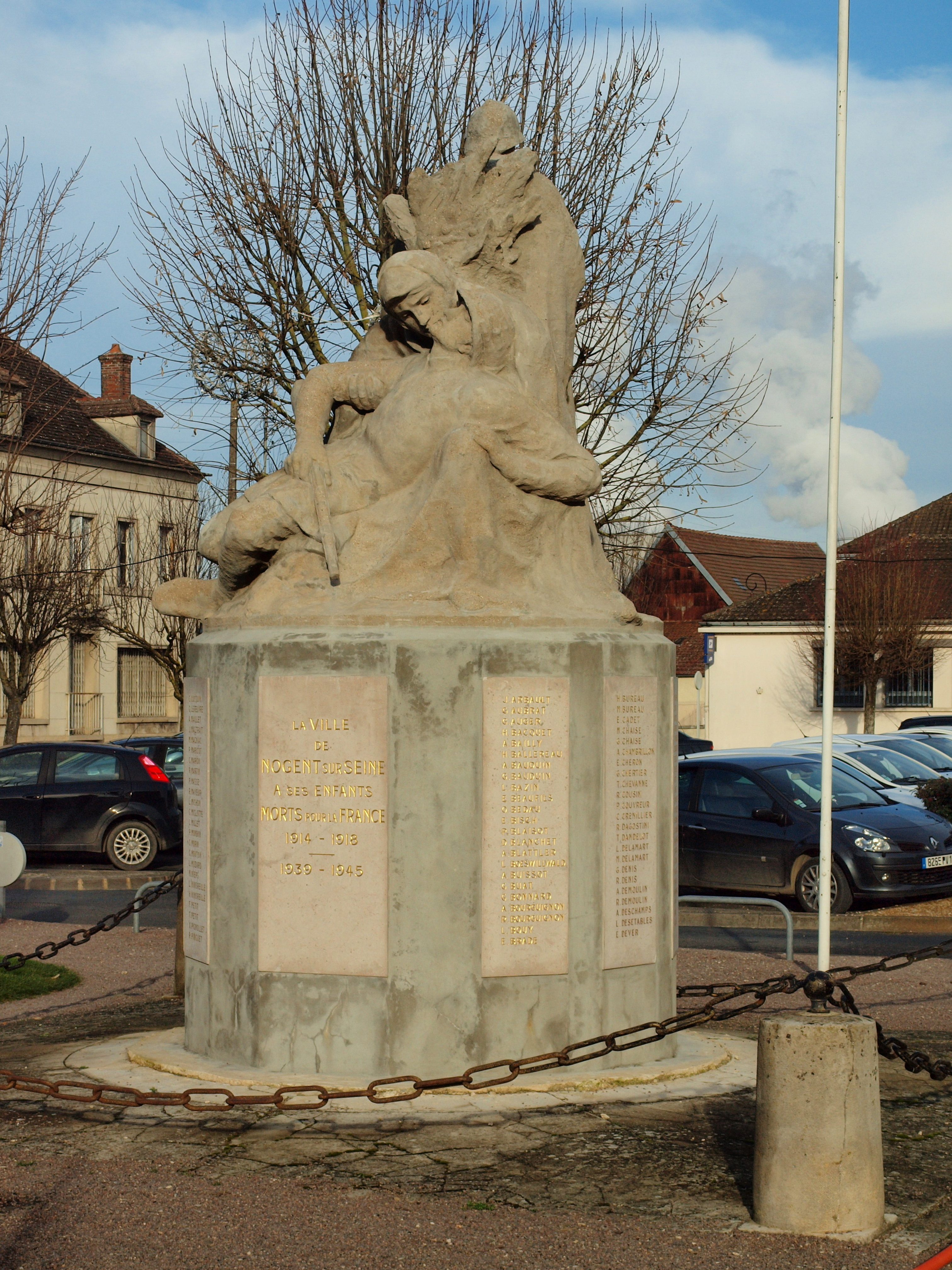
烈士纪念碑

### 旅游
塞纳河畔诺让的旅游事务由其所属的公共社区负责。2020年，塞纳河畔诺让境内共有4家酒店共计85间房间；另有1个露营地，可容纳共127辆露营车。

### 媒体
法国主要的媒体均可在塞纳河畔诺让接收，法国电视三台下属的大东部大区频道在部分时段播出塞纳河畔诺让所属区域的地方新闻。

### 文学作品
塞纳河畔诺让是法国作家古斯塔夫·福楼拜的长篇小说《情感教育》的故事发生地。

## 相关人物
法国雕塑家保罗·迪布瓦出生于塞纳河畔诺让。

## 友好城市
截至2021年6月，塞纳河畔诺让共与两座城市互为友好城市关系：
- 德国 里拉辛根-沃布林根
- 塞内加尔 若阿勒-法久特